# جون بارنهيل
جون بارنهيل (بالإنجليزية: John Barnhill)‏ هو مدير فني أمريكي، ولد في 23 فبراير 1903 في سافانا في الولايات المتحدة، وتوفي في 21 أكتوبر 1973.